# Adilson Miranda
Adilson Miranda, mais conhecido como Dinho (São Paulo, 3 de fevereiro de 1950 — Registro, 6 de dezembro de 1980), foi um futebolista brasileiro que atuava como meio-campista. Dinho foi campeão brasileiro pelo Internacional de Porto Alegre em 1979.

## Carreira
Seu aprendizado no futebol ocorreu no "Centro da Coroa F.C.", time de futebol da várzea localizado no bairro Vila Guilherme, em São Paulo.
Seu primeiro contrato para jogar profissionalmente foi assinado com o Esporte Clube São Bento em 1971. Em 1972, transferiu-se para Recife para jogar no Clube Náutico Capibaribe, onde atuou por duas temporadas. Em 1974, transferiu-se para o Paysandu Sport Club.
Em 1975, retornou para a cidade de São Paulo para jogar no Sport Club Corinthians Paulista, time do coração de toda a sua família, inclusive do jogador. Porém, o meio-campista encontrou uma forte concorrência na posição, com os jogadores Basílio, Lance e Ruço e não firmou-se como titular. Nos dois anos que permaneceu no Corinthians, fez 85 jogos, 56 começou como titular, e marcou apenas 13 gols.
No final da temporada de 1976, o clube paulista negociou com o Coritiba Foot Ball Club e Dinho foi trocado pelo goleiro Jairo do Nascimento, que era titular no clube paranaense. Jogando pelo alvi-verde curitibano, Dinho conquistou o seu primeiro título quando foi campeão paranaense de 1977.
Afastado por indisciplina no Coritiba, assinou contrato com o Internacional de Porto Alegre em 1978 e no clube porto-alegrense, Dinho fez as suas melhores temporadas na carreira, onde foi campeão gaúcho de 1978 e campeão brasileiro de 1979, além de vice-campeão da Copa Libertadores da América de 1980. No colorado gaúcho, disputou 114 jogos e marcou 30 gols.

## Acidente e morte
Ao final da temporada de 1980, Dinho decidiu viajar de carro com a namorada, Rosangela Zanella, para a cidade litorânea de Caraguatatuba, onde tinha imóveis. No dia 6 de dezembro, saiu de Porto Alegre com o seu Puma e o porta-malas cheio de galões de gasolina, pois nesta época era comum em longas viagens, levar combustível extra, muito pela recessão econômica que deixava o preço do produto muito mais caro em postos das estradas, ou ainda pela falta de combustível em muitos destes estabelecimentos.
Ao chegar nos limites da cidade de Registro e por uma razão desconhecida, Dinho saiu da estrada e bateu num barranco. Com o impacto e o combustível extra no porta-mala, seu carro explodiu, matando carbonizados Adilson e sua namorada, Rosângela. No local do acidente, junto com o carro, foi encontrado um pedaço de carroceria de caminhão, mas esse veículo nunca foi encontrado e as razões do acidente nunca foram descobertas.

## Títulos

### Coritiba Foot Ball Club
- Campeão paranaense de 1977[1]

### Sport Club Internacional
- Campeão gaúcho de 1978[1]
- Campeão brasileiro de 1979[1]